# Jean-Paul Bignon

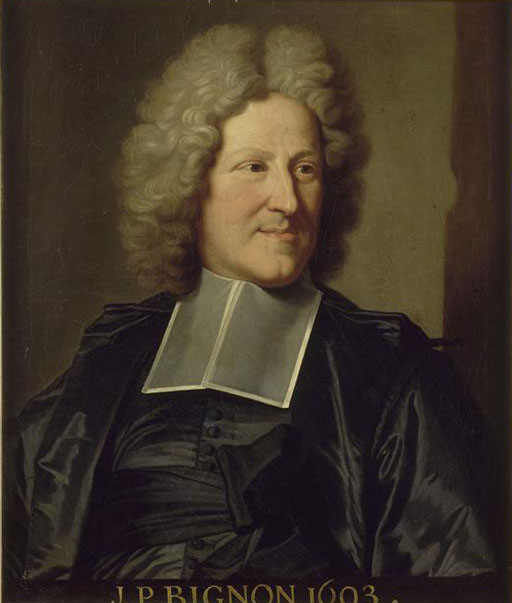
Jean-Paul Bignon. Gemälde Öl auf Leinwand nach Hyacinthe Rigaud

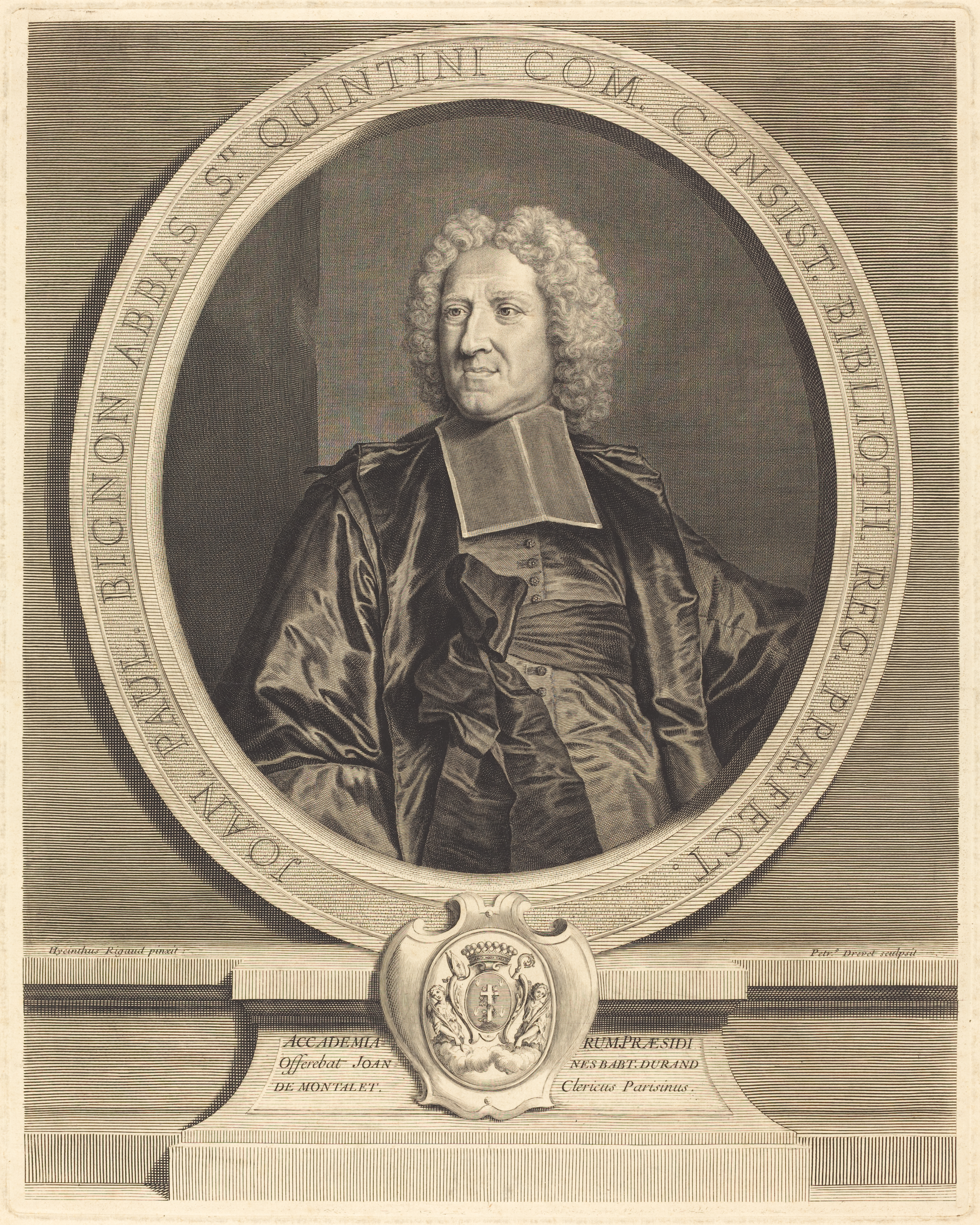
Kupferstich von Pierre Drevet nach Rigauds Porträt

Jean-Paul Bignon (* 19. September 1662 in Paris; † 14. März 1743 in Meulan-en-Yvelines) war ein französischer römisch-katholischer Geistlicher, Oratorianer, Wissenschaftsorganisator, Bibliothekar, Autor und Mitglied der Académie française.

## Leben und Werk

### Der Oratorianer und Hofprediger
Jean-Paul Bignon war mütterlicherseits der Neffe des Ministers und Kanzlers Louis Phélipeaux de Pontchartrain (1643–1727), genannt Pontchartrain. Er besuchte das Collège d’Harcourt, wurde 1679 Magister und ging an das Seminar Saint-Magloire des Französischen Oratoriums. 1684 wurde er als Oratorianer eingekleidet. Zusammen mit seinem Freund François-Maximilien de Sainte-Marthe (1664–1707) verbrachte er die Jahre 1685–1690 in der Abtei Saint-Paul-aux-Bois und wurde zum Priester geweiht. 1691 wurde er von seinem Onkel bei Hof eingeführt, glänzte als Hofprediger und wurde 1693 Kommendatarabt der Abtei Saint-Quentin-en-l’Isle.

### Der Wissenschaftsorganisator
Er wurde in die Académie française (Sitz Nr. 20) gewählt, wurde Ehrenmitglied der Académie des sciences (Vollmitglied 1699) und nahm an den Sitzungen der Académie des inscriptions et belles-lettres teil (Ehrenmitglied 1701), ebenso wie der Académie royale de peinture et de sculpture (Conseiller honoraire 1709). Im Auftrag von Pontchartrain, der seine Tatkraft und sein Organisationstalent erkannt hatte, entwarf er für die Akademien neue Statuten (1699 Académie des sciences, 1701 Académie des inscriptions), nur die Académie française, deren langsames Arbeiten am Wörterbuch ihm ein Dorn im Auge war, lehnte seine Organisationsvorschläge ab. 1701–1739 gab er das Journal des Savants heraus. Von 1710 bis 1721 war er Dekan der Pfarrei Saint-Germain l’Auxerrois. 1719 wurde er Leiter der königlichen Bibliothek, die er mit Hilfe von Claude Sallier neu durchorganisierte. Daneben modernisierte er die königliche Druckerei. 1734 wurde er Mitglied der Royal Society.

### Tod und Abbildung
Nach 50 Jahren Herrschaft über Wissenschaft und Künste starb er 1743 mit 80 Jahren und in großem Reichtum in seinem Haus auf der Seineinsel Ile belle in Meulan-en-Yvelines. Sein 1707 in Öl gemaltes Porträt wird Hyacinthe Rigaud zugeschrieben.

## Ehrungen
Joseph Pitton de Tournefort benannte 1694 nach Jean-Paul Bignon die Pflanzengattung Bignonia. Carl von Linné übernahm später diesen Namen.

## Werke
- Lettre au R.P. Abel-Louis de Sainte-Marthe touchant la vie et la mort du Père François Lévesque. Le Petit, Paris 1684.
- Les Avantures d’Abdalla fils d’Hanif. 2 Bde. Paris 1712–1714.
  - (Kritische Ausgabe) Hrsg. Raymonde Robert (* 1930). Champion, Paris 2006.
  - (deutsch) Wunderliche Begebenheiten Des Abdalla, eines Sohns des Hanif. 1715. Frankfurt 1731.